# Zeeslag bij Duins
De Slag bij Duins (The Downs) in het Kanaal vond plaats op 31 oktober 1639 (gregoriaanse kalender). Een Nederlandse oorlogsvloot onder bevel van luitenant-admiraal Maarten Harpertszoon Tromp en viceadmiraal Witte de With behaalde een beslissende overwinning op een Spaanse oorlogsvloot van 55 schepen, de Tweede Spaanse Armada onder bevel van admiraal Antonio de Oquendo.

## Aanloop
De Spaanse armada deed een poging om geld en soldaten naar Vlaanderen te brengen, dat door een Franse landblokkade niet versterkt kon worden. De oorlogsvloot begeleidde transportschepen; het hele konvooi had 77 vaartuigen.
De Nederlandse oorlogsvloot was ongeveer 95 schepen groot. Bovendien beschikten de Nederlanders over tien branders. Branders waren oude schepen die volgeladen werden met brandbare stoffen, en die vervolgens in brand gestoken werden en afgedreven naar de Spaanse schepen.
Bij een eerste poging hun transportschepen naar Duinkerke te begeleiden, was het de Spanjaarden al niet gelukt om een klein eskader onder Tromp te overwinnen. Tromp had de vloot op 25 september met dertien meest vrij lichte schepen onderschept. Hij zond een schip weg om om hulp te vragen. Op de 26e ontplofte een van zijn grotere schepen, de Groot Christoffel. De volgende dag, versterkt met vijf schepen van De With, paste hij als eerste in de geschiedenis een formele slaglinietactiek toe. Hij kruiste in de lij steeds de baan van de Spaanse vloot, zodat al zijn schepen om beurt vuur konden afgeven op de sterkste Spaanse schepen. Die raakten zo zwaar beschadigd dat het moreel van de armada brak. De With lag deze gedisciplineerde strijdmethode niet erg: al snel verliet hij met zijn schepen de formatie om de Spanjaarden direct aan te vallen. Typerend voor hem, maakte hij achteraf Tromp het verwijt hem daarbij niet geholpen te hebben in plaats van zich te verontschuldigen voor zijn insubordinatie. Even typerend liet Tromp het er maar bij zitten. Op de 28e werd Tromp nog eens versterkt door schout-bij-nacht Joost van Trappen Banckert met twaalf schepen.

### Vertraging
De Spanjaarden zochten hun toevlucht op de rede van Downs, aan de Engelse zuidkust, ten noordoosten van Dover, wachtend op een gelegenheid om door te breken. Tromp was terughoudend om de Engelse neutraliteit te schenden. Wel onderzocht hij Engelse schepen die Spaanse troepen naar Duinkerke overvoeren en nam deze krijgsgevangen. Naast de Spanjaarden lag een Engels eskader van viceadmiraal John Pennington. De Engelsen hadden gemengde gevoelens, het beviel ze niets dat de Nederlanders zo sterk optraden in hun kustwateren; aan de andere kant was de protestantse Republiek toen nog een bondgenoot tegen het katholieke Spanje en zou het de Engelsen niet ongelegen komen als Spanjes zeemacht gebroken werd. Tromp besloot de Engelsen voor het blok te zetten door Pennington voor te wenden dat hij zeer tegen zijn zin hoe dan ook gedwongen zou zijn aan te vallen door de duidelijke orders van de Staten-Generaal die hij hem "vertrouwelijk" liet zien. Ook liet hij De Oquendo formeel vragen waarom hij de slag niet aandurfde hoewel hij superieure vuurkracht had. De Spaanse admiraal, in zijn eer aangetast, verklaarde dat maar door het feit dat hij geen reparatiemateriaal kon krijgen voor zijn beschadigde schepen. Hierop liet Tromp de onderdelen leveren en bood vijfhonderd vaten kruit aan om te laten zien dat het maar een excuus was en een Nederlandse aanval de enige uitweg uit de impasse.
Ondertussen stuurden de Nederlanders zowat ieder zwaar bewapend schip dat ze konden inzetten naar Tromp. Ook veel bewapende koopvaarders voegden zich, gehuurd of vrijwillig, bij de vloot. Hij vormde vijf eskaders: een voor elk van de drie componenten van de vijandelijke vloot die uit Spanjaarden, Portugezen en Duinkerker kapers bestond en twee om ten noorden en zuiden vluchtende schepen te onderscheppen.

## Slag

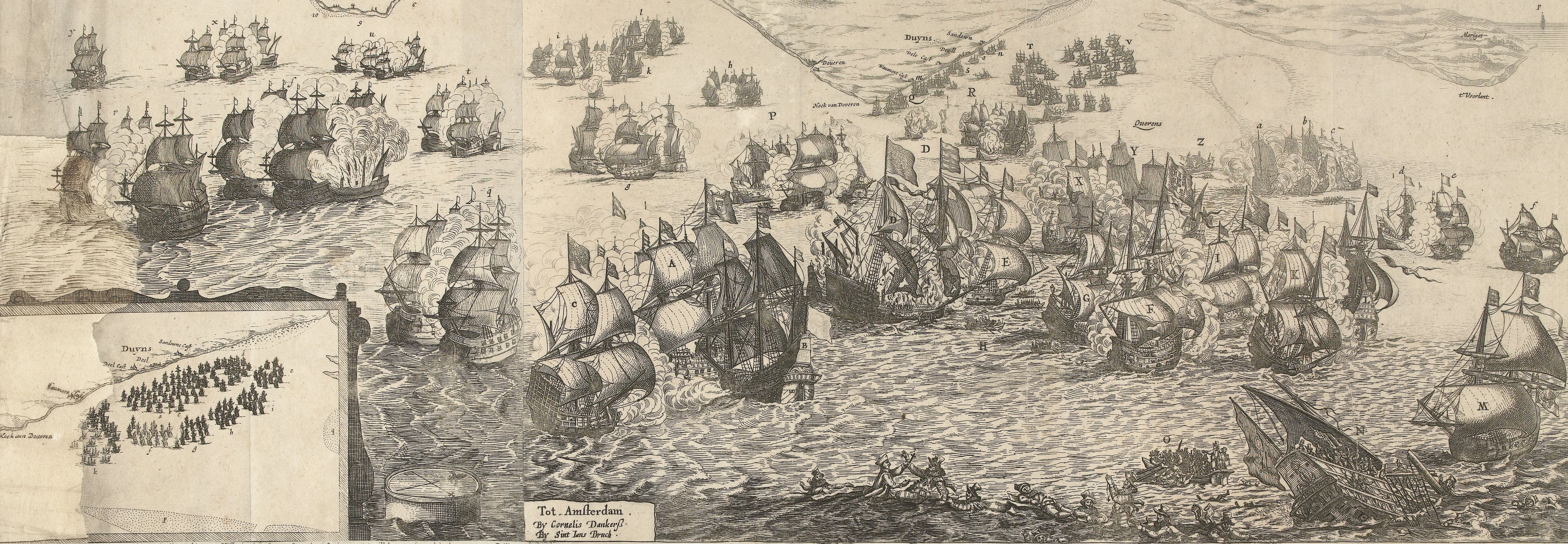
De Zeeslag bij Duins, uitgegeven door Cornelis Danckerts in 1639.

Op 31 oktober viel Tromp, met als vlaggenschip de Aemilia, vanuit het noorden aan in de loef. Een twintigtal Spaanse schepen werd de wal op gedreven, waar ze door de Engelse bevolking onmiddellijk werden leeggeplunderd. De rest probeerde uit te breken naar Duinkerke. Het Portugese smaldeel werd echter onderschept door het eskader van Johan Evertsen die met zijn branders een slachting onder de vijand aanrichtte: de enorme Santa Tereza werd door het vuur verteerd. Andere bekende vlootvoogden en kapiteins die aan de slag meededen waren Joost van Trappen Banckert, Joris van Cats, Cornelis Jol "Houtenbeen", Johan Hendricksz de Nijs, Cornelis Evertsen de Oude en Jan van Galen.
De Spanjaarden verloren minstens 15.000 man en een zestigtal schepen. De vloot van de Republiek slechts één schip en ongeveer honderd man. De Spaanse nederlaag was een ernstige, want vrijwel de complete Spaanse vloot was verslagen waarna de Nederlanders (en de Engelsen) diverse Spaanse koloniën aanvielen. Portugal begon het volgende jaar een geslaagde poging zich van Spanje vrij te maken.
De slag was tevens een vernedering voor de Engelsen. Deze slag vond onder hun kust plaats, maar zij durfden niet echt in te grijpen, hoewel ze een eskader van 25 schepen klaar hadden liggen om die partij aan te vallen die het eerst de Engelse neutraliteit zou schenden. Het bleef echter bij wat salvo's van Engelse schepen en forten.

## Gevolgen
Desalniettemin waren de gevolgen voor de Republiek niet onverdeeld gunstig. De Spanjaarden waren erin geslaagd toch nog de helft van hun soldaten naar Duinkerke te krijgen (ten dele door ze in neutrale Engelse schepen te transporteren). De Duinkerker kapers werden actiever dan ooit tevoren. Het ergste was dat de overwinning een vals gevoel van veiligheid gaf. Op dat moment had Engeland, Frankrijk noch Spanje een serieuze zeemacht en de Republiek meende het zich te kunnen veroorloven de vloot te verwaarlozen.
Tromp werd als een held ontvangen; zijn verering door ketens, bekers, lofdichten en feesten was zo uitzinnig dat zijn onderbevelhebber en potentiële rivaal Witte de With het niet meer kon verdragen en (deels anonieme) pamfletten schreef om Tromp belachelijk te maken en af te schilderen als een vrek die het alleen maar om het prijsgeld te doen was. Tromp kreeg immers 10.000 guldens als zijn deel in de buit, De With slechts 1.000.